# Michela Di Biase
Michela Di Biase (Roma, 17 ottobre 1980) è una politica italiana.

## Biografia
Nata e cresciuta a Roma, nel quartiere Alessandrino, si diploma al Liceo Ginnasio Statale Benedetto da Norcia a Centocelle, svolge il servizio civile e consegue la laurea in Storia e conservazione del patrimonio artistico presso la Facoltà di Lettere e Filosofia dell'Università degli Studi Roma Tre.
Militante dei Democratici di Sinistra, alle elezioni amministrative del 2006 si candida al consiglio del municipio VII di Roma, risultando eletta e occupandosi di politiche giovanili e pari opportunità. Viene riconfermata nel medesimo municipio alle amministrative del 2008, diventando la capogruppo del neonato Partito Democratico (PD).
Alle amministrative del 2013 si candida come consigliere comunale a Roma tra le liste del PD, a sostegno del candidato sindaco Ignazio Marino, risultando eletta con circa 4.528 preferenze all'Assemblea Capitolina, dove presiede la commissione Cultura, Politiche Giovanili e Lavoro. Ricandidatasi alle amministrative del 2016 viene confermata in Assemblea Capitolina, dove diventa la capogruppo del PD sotto l'amministrazione di Virginia Raggi.
Alle elezioni regionali nel Lazio del 2018 si candida col PD a sostegno del presidente uscente Nicola Zingaretti, risultando eletta nella circoscrizione di Roma con 15.000 preferenze in consiglio regionale del Lazio. Per tale motivo si è dimessa prima da capogruppo, e poi il 27 settembre 2018 da consigliera comunale.
In Consiglio regionale si caratterizza per iniziative contro la disparità di genere. Porta il suo nome la prima legge regionale sulle lauree Stem (discipline scientifiche, tecnologiche, ingegneristiche e matematiche), una legge volta al contrasto dei pregiudizi e degli stereotipi di genere, per promuovere l'apprendimento, la formazione e l'acquisizione di specifiche competenze nelle discipline Stem.
Una sua proposta, approvata nel collegato Bilancio regionale, ha consentito di investire risorse nella ricostruzione contestuale della mammella in seguito a mastectomia demolitiva, iniziativa pensata per le donne affette da tumore al seno.
Tra le iniziative anche l’approvazione del Regolamento regionale per l'uso del linguaggio di genere, che ha consentito al Consiglio Regionale del Lazio di essere una delle assemblee legislative all’avanguardia nel contrasto alle disparità di genere e agli stereotipi di genere.
Nel 2020 fonda l'associazione F.A.R.E. (Femminista, Ambientalista, Radicale ed Europeista).
Alla prima iniziativa dell’associazione partecipano, tra gli altri, l’allora Presidente del Parlamento Europeo David Sassoli ed Elly Schlein. Tra le numerose iniziative e convegni, F.A.R.E. ha  ospitato, tra gli altri, il cantante Manuel Agnelli, gli scrittori Paolo Giordano, Alessandro Baricco ed il premio Nobel per la Pace Lisa Clark.
Alle elezioni politiche anticipate del 2022 viene candidata alla Camera dei deputati, tra le liste del PD - Italia Democratica e Progressista come capolista nel collegio plurinominale Lazio 1 - 02, risultando eletta.
Alle elezioni primarie del Partito Democratico del 2023 sostiene la mozione della deputata Elly Schlein, assieme ad "Area Dem". È lei, secondo diversi retroscena, la principale fautrice di questa scelta.

## Vita privata
Il 14 settembre 2014 sposa a Sutri, in provincia di Viterbo, Dario Franceschini, Ministro della cultura e parlamentare del Partito Democratico, conosciuto durante la sua militanza politica, con il quale ha una figlia: Irene. Per tale motivo viene soprannominata più volte "Lady Franceschini", soprannome che Di Biase non apprezza e reagisce dichiarando che trova questo epiteto "profondamente ingiusto e ... frutto di una cultura maschilista che vuole raccontare le donne non attraverso il loro lavoro, la loro storia ma attraverso l'uomo (marito, padre, fratello) che hanno accanto".

## Controversie
Michela Di Biase è una delle socie al 25% di una agenzia che si occupa di fare consulenza di parità di genere alle imprese; secondo il programma d'inchiesta Report la deputata ha avuto l'idea di fondare l'agenzia perché sapeva che sarebbero arrivati dei finanziamenti pubblici per il settore. L'agenzia infatti era nata nell'aprile del 2021, sette mesi prima della legge che regolava la certificazione della parità di genere. La parlamentare non ha voluto rispondere alle domande dell'inviato di Report ma ha scritto una mail alla redazione spiegando di aver rispettato la legge, che ha avuto l'idea dell'agenzia nel 2020, quindi ben prima dell'approvazione della legge, che è avvenuta peraltro quando lei non era parlamentare e ha precisato inoltre di non avere mai avuto interlocuzioni politiche finalizzate a intervenire sulla normativa in materia.